# Pozorovatelna ptáků I Kaņieris
Pozorovatelna ptáků I Kaņieris, lotyšsky Putnu vērošanas tornis l, je pozorovatelnou ptáků či rozhlednou u jezera Kaņieris v Lotyšsku. Nachází se v Národním parku Ķemeri v kraji Tukums v Kurzeme.

## Galerie

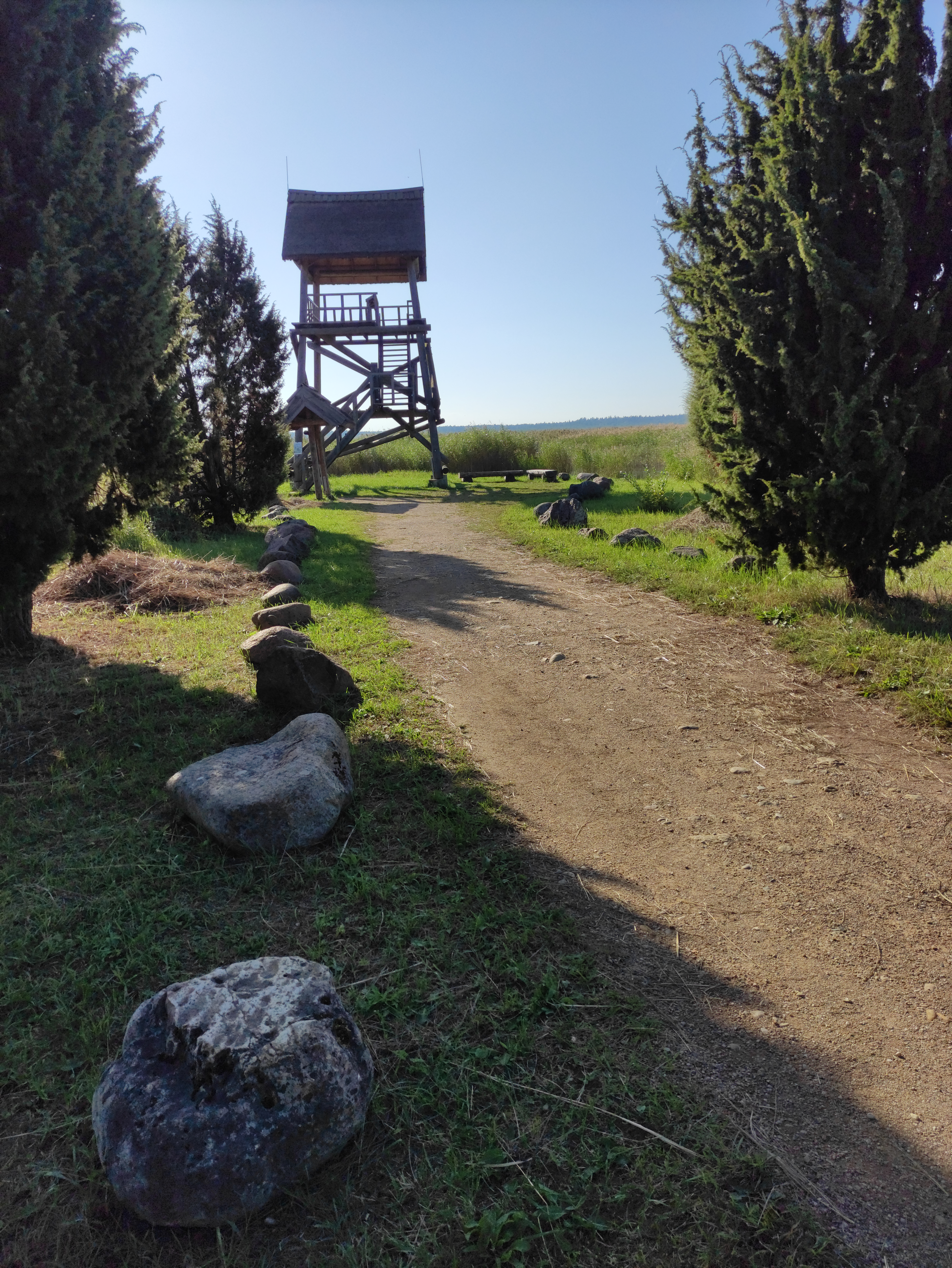
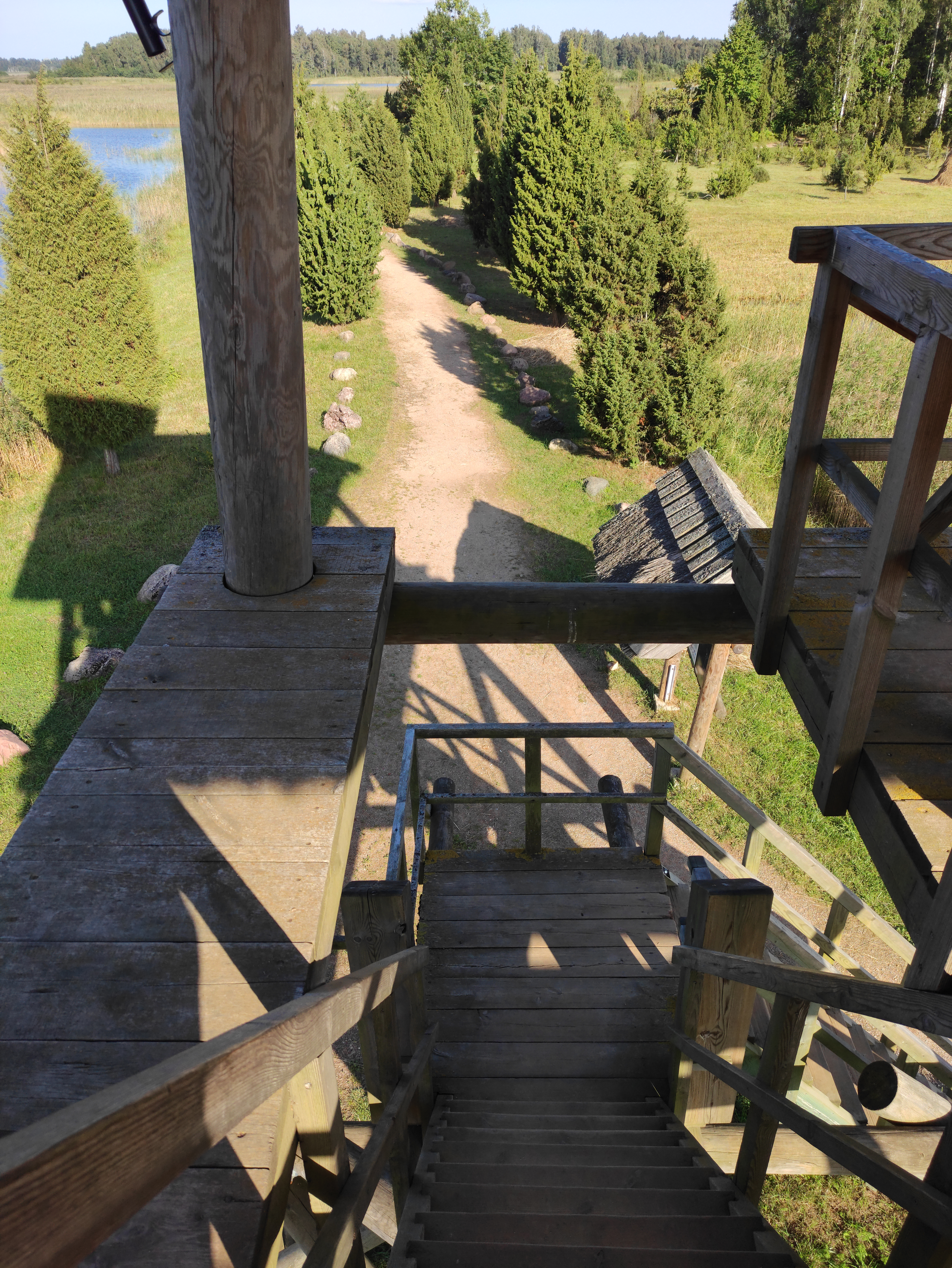
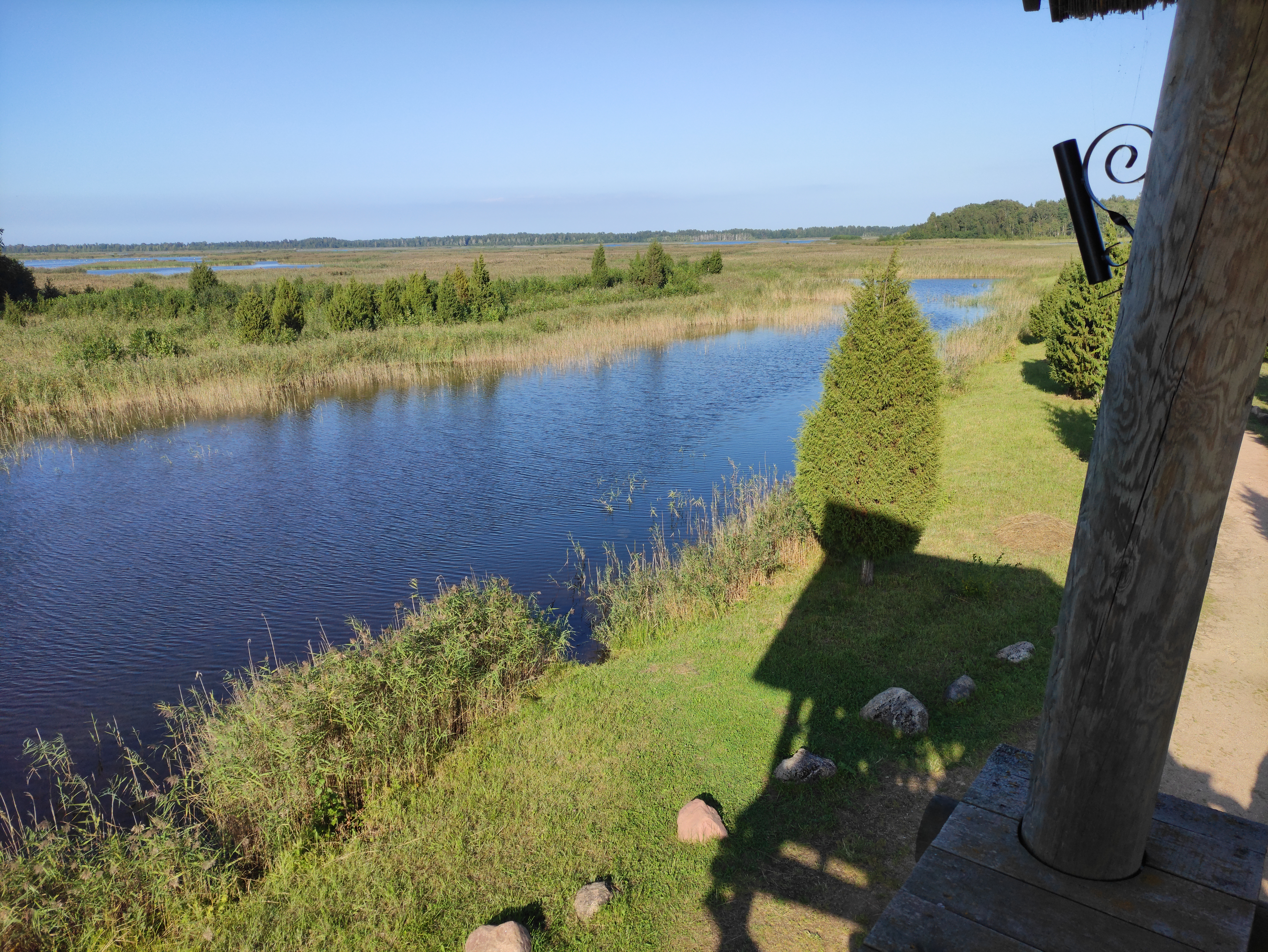

## Další informace
Pozorovatelna ptáků I Kaņieris, tvoří společně s nedalekou Pozorovatelna ptáků II Kaņieris, vhodná místa k pozorování ptactva a přírody na okružní turistické trase Kaņiera niedrāja taka. Pozorovatelna ptáků I Kaņieris je dřevěná příhradová zastřešená stavba, která byla dána do provozu 3. října 2009. Výstup na pozorovací plošinu je po dřevěných schodech. Pozorovatelna je celoročně volně přístupná.